# St. Cyriacus (Hiesfeld)
Koordinaten: 51° 33′ 44,1″ N, 6° 45′ 50,1″ O

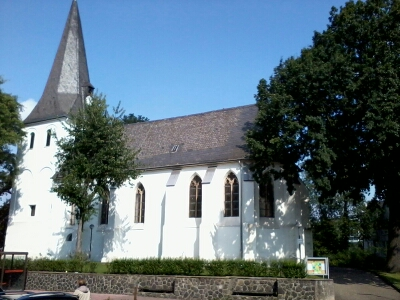
Dorfkirche Hiesfeld

St. Cyriacus ist eine evangelische Kirche in Hiesfeld, einem Stadtteil von Dinslaken. Die Dorfkirche war dem Hl. Cyriakus geweiht, einem Diakon, der im Jahre 303 in Rom den Märtyrertod starb. Er wird zu den Vierzehn Nothelfern gerechnet. Sie ist die Predigtstätte der Evangelischen Kirchengemeinde Hiesfeld im Kirchenkreis Dinslaken der Evangelischen Kirche im Rheinland.

## Standort
Die Kirche befindet sich in der Ortsmitte Hiesfelds, in der Nähe des Straßenkreuzungspunktes mit den Verbindungen, die einst von Essen über Sterkrade zur Lippe bzw. nach Dorsten und Recklinghausen führten. An dieser Kreuzung befindet sich auch Hiesfelds Zentralhaltestelle Hiesfeld Kirche, welche nach ihr benannt ist und von Buslinien der NIAG bedient wird.

## Beschreibung
Die Kirche ist eine einschiffige spätgotische Hallenkirche. Sie besteht aus Backstein mit vier Jochen, einer polygonalen Apsis, im Innern mit Flachbogennischen und mit einem darüber umlaufenden Schräggesims. Konsolen und Kapitelle binden im Chor das Gesims und die Gewölbe zusammen. Das Kirchenschiff und die Apsis werden von Kreuzrippengewölben abgeschlossen. Die Außenwände sind verputzt und weiß gekalkt. Der vorgesetzte romanische Westturm hat einen gotischen Turmhelm aus dem 16. Jahrhundert. Die kubische Form des Turmes ist in großformatigen flache Blendbogenpaare gegliedert und sich zwischen ihnen und am Fuß des Turmes sich glatte Wandzonen ausbreiten und auch die schmale Form der Schallöffnungen die Blendfelder zur Geltung bringt.

## Geschichte
Wahrscheinlich wurde im 10. Jahrhundert in Hiesfeld eine Kirche gegründet, zu deren Einzugsbereich auch das Gebiet von Dinslaken gehörte. Brände und Kriegseinwirkungen und bauliche Veränderungen, zuerst in der Soester Fehde im Jahre 1445 und später auch im Dreißigjährigen Krieg haben im Laufe der Jahrhunderte ihre Spuren hinterlassen. Nach Abpfarrung von St. Vincentius in Dinslaken im Jahr 1436 umfasste das mittelalterliche Kirchspiel neben dem Dorf Hiesfeld die Bauerschaften Barmingholten, Mittel-, Ober- und Unterlohberg. Seit 1585 ist die Gemeinde protestantisch. 1635 Aufspaltung in einer größeren lutherischen und in einer kleineren reformierten Gemeinde. Auf Anordnung Friedrich Wilhelms, des Großen Kurfürsten, war die Dorfkirche seit 1649 eine Simultankirche für die beiden genannten Gemeinden.

## Geläut

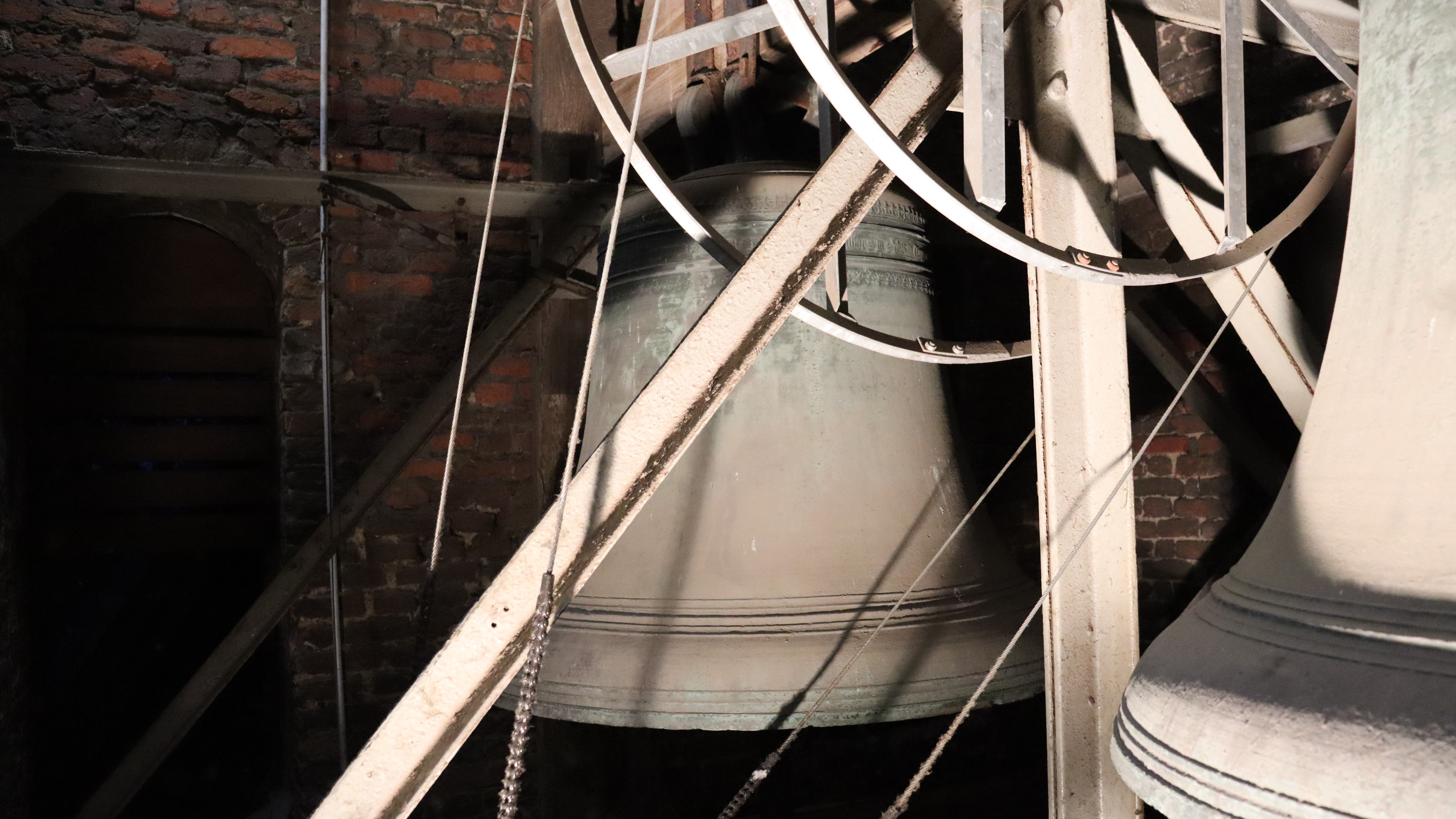
Die beiden großen Glocken der Dorfkirche

Die Kirche verfügt über drei Glocken:
- Die erste Glocke wurde dem Jahre 1490 gegossen, von Gerhard van Wou, einem bedeutenden niederländischen Glockengießer des ausgehenden Mittelalters. Sie wiegt 1600 kg und hat einen Durchmesser von 135 cm, mit dem Ton „d“. Ihre Inschrift in Minuskeln lautet: „Jesus Maria Anna Katharina is min name, min Ghelut si gade bequame. De levendigen rope ik, de doden bescrreige ik. Geradus de Wou me fecit Anno Domini MCCCCXC“.
- Die zweite Glocke, die Marienglocke, wurde dem Jahre 1520 gegossen, von Woltherus Westerhues aus Münster. Sie wiegt 1100 kg und hat einen Durchmesser von 121 cm, mit dem Ton „es“. Ihre Inschrift in gotischen Minuskeln lautet: „est Maria nomen michi sacros pulsor in usus, cogo sonans bomines ad pietatis opus. Tunc tempore Theodoricus Stuyr pastor in hisveld. Woltherus Westerhues me fecit Anno Domini MCCCCCXX“.
- Die dritte Glocke wurde 1674 von Claudius Bricon gegossen. Sie wiegt 100 kg und hat ein Durchmesser von 54 cm, mit dem Ton „fis“. Ihre Inschrift lautet: ME DENUO FUNDI CURAVIT COETUS IN HIESFELD UT LAUDES DOMINI MANIFESTEM VOCE SENORA 1674 („Die Gemeinde in Hiesfeld liess mich von neuem gießen, auf dass ich das Lob des Herren deutlich erklingen lasse“).

## Ausstattung
Die Kanzel in der Apsis ist aus Eichenholz und stammt aus dem Jahre 1826. Die hölzerne Empore aus dem Jahre 1824 ruht auf vier toskanischen Säulen in schlichten glatten Formen.
Außerdem besitzt die Kirche wieder einen Taufstein aus dem 15. Jahrhundert. Er ist achtseitig, mit reich profiliertem Fuß – und maßwerksverziertem Schaft und an den acht Seiten des kelchförmig nach oben hin gerundeten Beckens Maßwerksfelder mit dem Doppelwappen von Kleve – Mark. 1834 wurde der Taufstein an die Hamborner Abteikirche St. Johann verkauft. Die Rückkehr des Taufsteins aus der Abtei Hamborn nach Hiesfeld und dessen Restaurierung und Aufstellung in der Dorfkirche wurden bereits durchgeführt.